# Anobii

Logo.

Anobii est une application web de catalogage social destinée à enregistrer et partager des bibliothèques personnelles et des listes de livres.

## Historique
Créé en 2006 par Greg Sung à Hong Kong (Chine), le site Anobii permet aux particuliers de cataloguer les livres de leur bibliothèque, de les noter et de les critiquer. Cette indexation peut être publique (consultable par tous) ou privée (inaccessible aux autres). Il est également possible de dialoguer avec d'autres usagers partageant ou non les mêmes goûts et les mêmes centres d'intérêt.
Les livres sont indexés soit par une recherche dans le catalogue existant, soit par la photographie du code barre du volume avec son smartphone — il existe des applications gratuites pour iphone et Androïd — soit encore manuellement, notamment pour les livres anciens.
En 2010, le groupe britannique HMV acquiert 45 % du capital de la société. Les éditeurs HarperCollins, Penguin et Random House y sont également impliqués. En mars 2011, l'Italien Matteo Berlucchi se voit confier la présidence de la société, désormais basée à Londres.
En juin 2012, la chaîne de supermarchés britannique Sainsbury achète 64 % d'Anobii[réf. incomplète].
En mars 2014, le groupe italien Mondadori rachète Anobii Ltd.
Le 29 mai 2019, Ovolab, développeur italien d'applications mobiles, basé à Turin, rachète les parts de Mondadori.
Anobii est présent dans une vingtaine de pays. Il regroupe 600 000 utilisateurs[réf. incomplète]. Il est bien implanté au Canada, en Italie, en Australie, au Mexique, en Espagne et en Inde.
En mai 2019, sa base de données regroupe 11,5 millions de titres et 2,8 millions de critiques.